# Rana temporaria
La rana alpina o rana montana (Rana temporaria Linnaeus, 1758), comunemente chiamata anche rana rossa, termine che spesso include altre congeneri di minore diffusione, è un anfibio anuro della famiglia Ranidae, molto comune in Europa.

## Descrizione
L'adulto può raggiungere i 10 cm di lunghezza, anche se normalmente presenta dimensioni minori. Il colore è marrone, con tonalità variabili dal verde oliva al rossiccio; presenta spesso una V rovesciata di colore scuro tra le spalle; dietro l'occhio è presente una banda più scura che comprende anche il timpano. I fianchi sono spesso macchiettati. Le parti inferiori sono chiare, con aspetto marmorizzato e picchiettato. Sotto la gola può essere presente una striscia centrale più chiara. La pupilla è orizzontale. Rispetto alle altre rane rosse presenta le bande dorso laterali più ravvicinate e le zampe più corte. Rispetto alla Rana arvalis presenta il tubercolo metatarsale più piccolo.

## Biologia
Durante la stagione riproduttiva partecipa, percorrendo anche grandi distanze, a migrazioni di massa verso i luoghi di riproduzione.

## Distribuzione e habitat
Il suo territorio di distribuzione si estende in tutta Europa ad est fino agli Urali escluse le massime latitudini settentrionali, gran parte della Penisola Iberica, e il sud dei Balcani. In Italia è presente sui rilievi, Alpi e Appennini settentrionali sino alla provincia di Rieti; in Pianura Padana sono presenti specie simili: Rana latastei e Rana dalmatina; nell'Appennino è presente Rana italica.